# 長谷川薫
長谷川 薫（はせがわ かおる、1924年4月15日- 2004年1月9日 ）は、日本の経営者。レンゴー社長、会長を務めた。

## 来歴・人物
愛知県名古屋市出身。1952年に学習院大学政経学部を卒業し、同年に聯合紙器(のちのレンゴー)に入社した。1961年に監査役に就任し、1962年5月に常務、1970年5月に専務を経て、1973年2月に副社長に就任し、1984年6月には社長に昇格した。2000年6月に会長に就任。
2004年1月9日、肺炎のために死去。79歳没。